# Кляйич, Филип
Филип Кляйич (серб. Филип Кљајић; 16 августа 1990, Белград, СФРЮ) — сербский футболист, вратарь грузинского клуба «Торпедо» (Кутаиси).

## Карьера
Родился 16 августа 1990 года в городе Белград. Воспитанник футбольной школы клуба «Црвена Звезда».
Во взрослом футболе дебютировал в 2008 году выступлениями за команду «Хайдук» (Белград), в которой провёл один сезон во втором сербском дивизионе, приняв участие лишь в 8 матчах чемпионата. После этого играл за клуб третьего дивизиона Сербии «Шумадия» где был основным вратарём.
В 2010 году заключил контракт с клубом «Металац», в составе которого дебютировал в сербской Суперлиге, а всего провёл в команде следующие два года своей карьеры, сыграв лишь в 20 матчах чемпионата. После вылета «Металаца» из высшего дивизиона в 2012 году, Филип перешел в «Рад» и следующие полтора сезона защищал цвета этой команды.
14 февраля 2014 года Кльяйич подписал контракт на четыре года с «Партизаном» и взял 12 номер. Практически сразу вратарь был отправлен в аренду в «Телеоптик» в, где провел 12 игр во второй половине сезона 2013/14.
Летом 2014 года Кляйич вернулся в «Партизан», однако был лишь третьим вратарём после Милана Лукача и Живко Живковича, поэтому в сезоне 2014/15 сыграл лишь один матч в Кубке Сербии. После того как в 2015 году Лукач покинул команду, Кльяйич стал вторым вратарем и дебютировал за «Партизан» в чемпионате. Всего в сезоне 2015/16 он сыграл в 8 матчах Суперлиги, а также по два раза выходил на поле в матчах национального кубка и еврокубков. После ухода из команды летом 2016 года Живковича, Кляйич стал основным вратарем в сезоне 2016/17 и помог команде сделать «золотой дубль». Однако после перехода в клуб летом 2017 года опытнейшего Владимира Стойковича Кльяйич снова стал запасным вратарем. Всего успел сыграть за белградскую команду 40 матчей в национальном чемпионате.